# Flacey (Eure-et-Loir)
Flacey település Franciaországban, Eure-et-Loir megyében. Lakosainak száma 212 fő (2022. január 1.). Flacey Bonneval, Saint-Maur-sur-le-Loir, Saint-Christophe, Marboué, Logron, Montharville és Dangeau községekkel határos.

## Népesség
A település népességének változása:
| Lakosok száma | 161  | 184  | 202  | 206  | 216  | 209  | 209  | 208  | 207  | 212  |
|               | 1968 | 1982 | 1990 | 2006 | 2013 | 2015 | 2017 | 2019 | 2020 | 2022 |